# Saison 8 de Caïn
 (décembre 2019).
Si vous disposez d'ouvrages ou d'articles de référence ou si vous connaissez des sites web de qualité traitant du thème abordé ici, merci de compléter l'article en donnant les références utiles à sa vérifiabilité et en les liant à la section « Notes et références ».
Chronologie
Saison 7
Cet article présente les épisodes de la huitième saison de la série télévisée Caïn.

## Distribution

### Acteurs principaux
- Julien Baumgartner : Capitaine Frédéric « Fred » Caïn
- Julie Delarme : Commandant Lucie Delambre (jusqu'à épisode 2)
- David Baiot : Lieutenant Aimé Legrand
- Mourad Boudaoud : Lieutenant Borel
- Smadi Wolfman : Dr Elizabeth Stunia
- Natacha Krief : Camille, fille de Caïn

## Liste des épisodes

### Épisode 1:Larmes de combat
- France : 24 janvier 2020 sur France 2

- Elsa Lunghini
- Grégory Questel

### Épisode 2:Prédictions
- France : 24 janvier 2020 sur France 2

- Sandra Valentin
- Renaud Leymans

### Épisode 3:La 13e victime
- France : 31 janvier 2020 sur France 2

- Thomas Jouannet
- Isabelle Renauld

### Épisode 4:Mystification
- France : 31 janvier 2020 sur France 2

- Pierre Cassignard

### Épisode 5:Dernier bal
- France : 7 février 2020 sur France 2

- Armelle Deutsch
- Renaud Cestre

### Épisode 6:Belle à crever
- France : 7 février 2020 sur France 2

- Romane Lucas
- Alain Bouzigues
- David Marchal